# Небо (репер)
Небојша Савељић (Титоград, 9. јун 1971 — између Цетиња и Подгорице, 31. октобар 1999), познат и под уметничким именом Небо или Sky MC, био је црногорски репер и један од оснивача и чланова реп групе Монтенигерс.

## Биографија
Родио се 9. јуна 1971. у Титограду. Имао је годину дана старијег брата Нишу, и једну сестру. По струци је био електромонтер за постројења високе струје. Пре музичке каријере је био морнар на прекоокеанском броду. Мајка му је родом из Котора, и члан је Кустудића. Често је лети свраћао у Котор.

## Каријера
Према Нигоровим речима Небојша се касније прикључио Монтенигерсима чији су два првобитна оснивача били Игор Лазић и Душко Николић. Игор и Душко су родом из Котора и познавали су се и раније, а Душков отац је Игору предавао географију у основној школи. Небојша је тамо често свраћао лети. Под утицајем старијег брата Игор је почео да слуша америчку реп групу коју је поделио са друговима, и викендом су се окупљали и смишљали текстове уз брејк-денс. У једном тренутку је Монтенигерсе чинило око 15 чланова, па су након отпуштања остали само Лазић и Николић. У тој групи је Небојша наступао под именом Небо или MC Sky, Игор Лазић је био Лаки бој, а Душко Николић је био Дука или Дука Дизел. Поједине матрице им је радио Игоров пријатељ Васко Марковић. Главни текстописац групе на будућем првом албуму Тајна маренда је био Дука, док је Небојша са Игором на другом албуму поделио посао писања песама.
Дука се касније тешко разболео од Хоџкинове болести и није могао да наступа, али је наставио да пише песме за остатак групе, а њихов први већи јавни наступ је била песма Мала плава 1996. у Будви. Те године је објављен и албум Тајна маренда на коме се налазе матрице америчих извођача уз оригиналне текстове. Конкретно песма Поп је обрада песме Pump up the jam, коју је касније Рамбо Амадеус обрадио од њих.
Убрзо по издавању првог албума и касете Дука је преминуо, а Небојша и Игор су у његов сандук убацили прво издање тог албума. Небо је након тога поделио посао писања песама са Лакијем на начин да је свако писао своју деоницу, и почели су рад на новом албуму. Нови албум са називом AllBoom су објавили 1997, а на њему су Дуки посветили песму Вољели би да си ту, коју је првобитно за једну девојку написао сам Дука. 
Савељић се појавио и у појединим деоницама спота песме Дабадамдам групе К2 коју су чиниле сестре Ковач., а са Лаки бојем је снимио и рекламу за једну београдску робну кућу.

## Смрт
После једног наступа се око 3 ујутру враћао кући у аутомобилу у коме је он био један од путника, а поред њега је била и његова вереница и другарица, док је возио неки њихов пријатељ. Ауто је био Фолксваген пасат таблица 299-963, а око 3:42 је услед превелике брзине на магистралном путу између Подгорице и Цетиња ауто прешао у супротну траку и ударио у једну стену, чиме су на лицу места страдали Небо, његова вереница Вања Рађеновић и другарица Александра Смоловић, док је возач преживео.

## Постхумно
После његове смрти је колега из бенда њему у част променио уметничко име из Лаки бој у Нигор, као комбинацију њихових имена (Небојша и Игор). Нешто касније је са тада још увек релативно непознатим Владом Георгијевим снимио песму и спот Не брже од живота, а основао је и две фондације у његовом сећању, Sky forever и Не брже од живота. Фондације су имале и своје интернет странице које су нешто касније угашене, а главни садржај на њима су поред Небове кратке биографије биле вести о саобраћају, новим прописима и саобраћајним незгодама. Делује да је фондација Sky forever и даље активна.
На споту за песму Не брже од живота се налази и графит са Небовим ликом који је урађен у његову част. Он је био насликан на основној школи Петар I у Београду, али је по Нигоровој каснијој објави у неком тренутку прекречен.
Скоро сваке године на дан Небове погибије и на његов рођендан, Нигор објави неку њихову заједничку слику или успомену на друштвеним мрежама.